# 凯文·沃兰斯
凯文·沃兰斯（英語：Kevin Volans，1949年7月6日—），南非作曲家。生于彼得马里茨堡一个白人家庭，1972年毕业于约翰内斯堡的金山大学，后又就读于苏格兰的亚伯丁大学，1973年至1981年居住于科隆，在此期间，曾当过施托克豪森的学生和助教，也曾师从卡赫尔，并且与所谓“科隆乐派”有密切联系。1986年至1989年任贝尔法斯特女王大学驻校作曲家，1994年取得爱尔兰国籍。
沃兰斯深受科隆乐派提倡的“新简约主义（Neue Einfachheit）”影响，因此一般被视为“后简约主义”音乐的重要作曲家之一。他的代表作包括室内乐《白人睡觉》（多个版本）、多部钢琴协奏曲、歌剧《飞毛腿》等。